# Pyrinia cananchata
Pyrinia cananchata är en fjärilsart som beskrevs av Charles Oberthür 1912. Pyrinia cananchata ingår i släktet Pyrinia och familjen mätare. Inga underarter finns listade.